# أندرو إليس
أندرو إليس (24 مارس 1982 بكرايستشرش في نيوزيلندا - ) (بالإنجليزية: Andrew Ellis)‏ هو لاعب كريكت نيوزلندي. شارك مع منتخب نيوزيلندا الوطني للكريكت. أما مع النوادي، فقد لعب مع فريق كانتربري للكريكت ‏.

## وصلات خارجية
- أندرو إليس على موقع إي آس بي آن كريك إنفو (الإنجليزية)